# Gürbey İleri
Gürbey İleri (ur. 13 lutego 1988 w Stambule) – turecki aktor i model.

## Życiorys
Ukończył aktorstwo na stambulskim Uniwersytecie Beykent. Zadebiutował w telewizji w 2007 w serialu Arka siradakiler. Ponadto zagrał w takich produkcjach jak Wspaniałe stulecie i Diriliş: Ertuğrul.

## Filmografia
| Rok       | Tytuł                   | Rola                  |
| --------- | ----------------------- | --------------------- |
| 2007-2011 | Arka Sıradakiler        | Kerem                 |
| 2011      | Kalbim Seni Seçti       | Kaan                  |
| 2012-2013 | Wspaniałe stulecie      | dorosły książę Mehmed |
| 2014      | Yasak                   | Nabi                  |
| 2014      | Kaderimin Yazıldığı Gün |                       |
| 2015      | Eve Dönüş               | Aras                  |
| 2016      | Sevda Kuşun Kanadında   | Asim                  |
| 2017-2018 | Diriliş: Ertuğrul       | Sancar                |
| 2019      | Özgür Dünya             | Fatih                 |
| 2019      | Ali                     | Ali                   |